# Joy Division
Joy Division je bila angleška rock skupina, ustanovljena leta 1976 v Salfordu, Great Manchester. Njihovo prvotno ime je bilo Warsaw. V bandu so bili: Ian Curtis (vokalist in občasni kitarist), Bernard Sumner (kitara in klaviature), Peter Hook (bas kitara in back vokal) in Stephen Morris (bobni in tolkala). Joy Division so se hitro razvijali od svojih punk rock vplivov in ustvarili zvok, ki je postavil temelje post-punk gibanju v poznih 70. letih. Po  glasbenemu kritiku Johnu Savageu, »niso bili punk, vendar je bila ta energija njihova direktna inspiracija.«
Njihov prvi EP, izdan leta 1978, An Ideal For Living je pritegnil televizijca Tonyja Wilsona z manchesterske televizije. Prvi album Unknown Pleasures je bil izdan leta 1979 pri neodvisni založbi Factory Records in je prejel mnoge kritike britanskega tiska. Kljub hitremu uspehu je vokalist Ian Curtis trpel za depresijo in duševnimi motnjami. Prav tako je imel probleme s svojim zakonom in z diagnozo epilepsije. Za Curtisa je bilo nastopanje izjemno težko, včasih je imel epileptične napade tudi med nastopi.
V maju 1980, na prvi večer ameriške turneje, je Curtis poln depresije naredil samomor. Joy Division so kasneje izdali drugi album Closer in singel »Love Will Tear Us Apart«, ki je doživel najvišjo uvrstitev na lestvicah. Po Curtisovi smrti so se čani reformirali v band New Order, ki je doživel veliko pozornosti kritikov in uspeha.